# Diocèse de Pamiers, Couserans et Mirepoix
Le diocèse de Pamiers (Dioecesis Apamiensis, en latin) est une Église particulière de l'Église catholique en France.
Érigé en 1295, il est le diocèse historique du comté de Foix. Supprimé en 1801, il est rétabli dès 1822. Il couvre la majeure partie du département de l'Ariège. Il est suffragant de l'archidiocèse de Toulouse. Depuis 1910, les évêques résidentiels puis diocésains de Pamiers joignent à leur titre ceux de Couserans et de Mirepoix, deux anciens sièges épiscopaux situés dans le département de l'Ariège. La dénomination officielle du diocèse est ainsi diocèse de Pamiers-Couserans-Mirepoix (Dioecesis Apamiensis-Couseranensis-Mirapicensis, en latin). Le 27 octobre 2023, Benoît Gschwind succède à Jean-Marc Eychenne, nommé évêque de Grenoble et Vienne.

## Territoire
Le diocèse de Pamiers couvre le département de l'Ariège, à l'exception des sept communes du canton de Quérigut qui relèvent du diocèse de Carcassonne et Narbonne.

## Histoire
Le diocèse de Pamiers est érigé le 23 juillet 1295, par la bulle Romanus Pontifex du pape Boniface VIII, par partition du diocèse de Toulouse.
Par la bulle Salvator noster du 11 juillet 1317, le pape Jean XXII élève le diocèse de Toulouse au rang d'archidiocèse métropolitain. Le diocèse de Pamiers est un de ses suffragants.
Le 26 septembre 1317, il cède une partie de son territoire au diocèse de Mirepoix érigé par Jean XXII.
À la suite du concordat de 1801, par la bulle Qui Christi Domini du 29 novembre 1801, le pape Pie VII supprime le diocèse de Pamiers ainsi que ceux de Couserans et de Mirepoix.
Par la bulle Paternae charitatis du 6 octobre 1822, Pie VII rétablit le diocèse de Pamiers. Il couvre le département de l'Ariège, à l'exception du canton de Quérigut.
Le 11 mars 1910, l'évêque de Pamiers est autorisé à joindre à son titre ceux des évêchés supprimés de Couserans (Saint-Lizier) et de Mirepoix.

## Cathédrales
La cathédrale Saint-Antonin de Pamiers est l'église cathédrale du diocèse. Elle est dédiée au martyr Antonin, saint patron du diocèse.  
La cathédrale Notre-Dame-de-la-Sède de Saint-Lizier, est l'ancienne église cathédrale du diocèse de Couserans.
La cathédrale Saint-Maurice de Mirepoix est l'ancienne église cathédrale du diocèse de Mirepoix.
La cathédrale Saint-Lizier de Saint-Lizier.